# Филип Хилкене
Филип Хилкене (Врбас, 12. март 1875 – Нови Сад, 7. август 1938), је био професор немачког и француског језика у Гимназији и Приватној немачкој учитељској школи у Новом Врбасу, део управе читалачког клуба у Врбасу Казина, инспектор сениората евангелистичке цркве и сматран је за једног од најобразованијих Немаца међу Подунавским Швабама.

## Биографија
Филип Хилкене се родио 12. марта 1875. године. Његов отац је био Филип а мајка Елизабета, рођена  . Бавили су се земљорадњом.
Његов прадеда Јохан Хилкене дошао је у првој групи колониста из Немачке 1785. године и са породицом населио се у Новом Врбасу у улици названој   (данашња Данила Бојовића). Умро је после само три године, 1788. године, напунивши 42 године живота. Породично стабло је наставио његов син   ожењен Шарлотом Шенагел.
Филип се после студија оженио са Магдаленом Шнајдер, кћерком гостионичара Готфрида Шнајдера из Новог Врбаса, чију веридбу је и ондашња штампа забележила. Млади пар се настанио у Печују, где је професор Хилкене предавао четири године у приватној трговачкој школи, а затим је прешао у државну службу у трговачкој школи у Бањској Бистрици. Од 1907. године до избијања Првог светског рата радио је у Трговачкој академији у Будимпешти. Године 1918. постао је командант заједничке аустријско-мађарско-немачке ниже официрске школе у Румунији. По завршетку Првог светског рата вратио се у Државну трговачку академију у Будимпешти.
Године 1919. је професор Хилкене са породицом дошао у кратку посету у Врбас. Међутим, због новонасталих политичких прилика, односно успостављања границе између Мађарске и Краљевине Југославије, њему, као германисти, био је ускраћен повратак на будимпештански универзитет, где је требало да преузме катедру германистике.
Помирен са судбином, Хилкене је после дужег чекања добио место професора француског и немачког језика у Гимназији у Врбасу. Почетно разочарење због немогућности повратка на универзитет, замењено је одушевљењем које је налазио у раду са гимназијалцима.
Због здравствених проблема одсуствовао је са посла а школске 1928/29. боловање је трајало од 25. децембра 1928. до 5. априла наредне године, када је и пензионисан. По одласку у пензију професор Хилкене се преселио у Нови Сад, где му је већ живела кћерка са породицом.
Професор Хилкене је изабран 12. октобра 1929. на скупштини Бачког сениората евангелистичке цркве за инспектора и први приступни говор је држао у Новом Саду 29. јануара 1930, а на свечаном скупу у евангелистичкој цркви у Новом Врбасу говорио је о духовном животу Мартина Лутера.
У Великом Бечкереку, касније Зрењанину, отворена је 12. октобра 1931. године Приватна немачка учитељска школа. Оснивачки одбор школе поставио га је 1. октобра за наставника и он је поред немачког језика предавао и математику, филозофију и евангелистичку веронауку.
Школске 1933/34. године ова установа је премештена у Нови Врбас и професор Хилкене поново предаје немачки и француски језик до краја 1934. када због лошег здравља напушта просвету.
Професор Филип Хилкене је изненада умро од последица шлога 7. августа 1938. године у Новом Саду, где је и сахрањен на католичком гробљу.

## Школовање
После завршене основне школе и четвртог разреда Гимназије у Новом Врбасу, пети разред је завршио у новосадској Гимназији а од шестог до осмог разреда је учио у Сарвашу и ту положио матурски испит. Уписао се на Филозофски факултет у Будимпешти и после једне године наставио студије у Женеви, Лозани и у Паризу. Студије је завршио на Сорбони.

## Књижевни радови
Писао је текстове религиозне садржине и објављивао у часопису  , који је издавао Бачки сениорат, а штампан је једанпут месечно у Врбасу у штампарији Хајнриха Плеса.
Гофине 1928. у Врбасу, у штампарији Хајнриха Плеса штампан је рад   о историјату настајања Гетеове драме  . Године 1932. у Новом Саду изашла је књига   која садржи и текст Хилкенеовог говора на свечаности одржаној у Панчеву 16. маја те године, поводом стогодишњице Гетеове смрти. Следеће године у часопису   објављивао је у неколико наставака студију  , такође о Гетеу. У истом часопису у току 1933. и 1934. у наставцима је штампана и његова студија о роману   Адама Милера-Гутенбруна. Своја филозофска размишљања о појави, узроцима и значају генија у књижевности, историји и религији изнео је у студији  , посмртно објављеној у часопису   у два наставка.
Многи његови рукописи филозофске, етнолошке, књижевно-естетичке и лингвистичке садржине остали су необјављени.
Пред крај живота поверио је све радове на чување и бригу својој супрузи Магдалени, која се са породицом своје кћерке Хелене преселила 1943. године у Будимпешту, у њихову кућу, направљену још пре Првог светског рата. Ту је смештен сандук са професоровим необјављеним радовима, којима није било суђено
да изађу пред критички суд јавности, пошто су уништени заједно са кућом у бомбардовању Будимпеште у пролеће следеће године, јер породица спасавајући голи живот бекством, није могла да их понесе.
Пошто је, као професор Гимназије у Врбасу, морао да научи српски језик, не само да је добро научио српски језик, већ је и изучавао дела српских књижевника и писао о њима. Објављивао их је у часопису мађ. Filologiai Közlöny у Будимпешти, који је редовно доносио његове чланке, побуђујући велику пажњу својим научним радом о познатом епичару Петру Петровићу Његошу и његовом главном делу Горски вијенац.
Летопис Гимназије сведочи да је професор Хилкене држао предавање 21. септембра 1925. године о Његошевом делу, пошто је увече приређено свечано књижевно вече у читалачком клубу Казину да би се грађанство упознало са делом великог песника. Прво је професор српског језика и историје Јово Тошковић говорио о Његошу, затим су ученици читали поједине монологе из Горског вијенца, а на крају је професор Хилкене наступио на немачком језику. Његово обимно предавање објављено је у локалном листу у два наставка.
За овакав рад о српским писцима, првенствено о Његошу, сазнао је тадашњи председник Матице српске Радивоје Врховац и дошао је у Врбас да лично упозна професора.
Када је у октобру 1932. године покренут у Новом Саду часопис   позван је угледни професор Хилкене, иначе, сматран за „једног од најобразованијих Немаца међу Подунавским Швабама” да у уводнику првог броја образложи разлоге за појаву новог часописа за културу намењеног свим Немцима у Југославији. У наредним бројевима овог часописа објављивао је чланке који су се односили на његове сународнике у погледу књижевности, језика и народних обичаја. Ипак,   је излазио свега три године, до октобра 1935, када је угашен због политичких подела, насталих под утицајем дела немачке нацистички настројене интелигенције. Три године касније покренут је часопис  , тематски наставак  -а и у првом броју Филип Хилкене објављује опсежну студију о језику Подунавских Шваба у Врбасу  .